# Liste der Naturdenkmale in Rödelhausen
Die Liste der Naturdenkmale in Rödelhausen nennt die im Gemeindegebiet von Rödelhausen ausgewiesenen Naturdenkmale (Stand 13. Mai 2024).

## Naturdenkmale
| Nr.         | Bezeichnung | Lage                                       | Beschreibung  | Bild                                    |
| ----------- | ----------- | ------------------------------------------ | ------------- | --------------------------------------- |
| ND-7140-123 | Sommereiche | nördlich des Ortes; Flur Im Grabenweg Lage | Quercus robur | Direkt Bild zu diesem Denkmal hochladen |